# Nannoscincus humectus
Nannoscincus humectus — вид сцинкоподібних ящірок родини сцинкових (Scincidae). Ендемік Нової Каледонії. 

## Поширення і екологія
Nannoscincus humectus відомі з двох місцевостей, розташованих в Північній провінції Нової Каледонії. Вони живуть у вологих тропічних лісах, на висоті від 500 до 700 м над рівнем моря. Ведуть наземний, напівриючий спосіб життя, ховаються під камінням і поваленими деревами, шукають їжу серед опалого листя.

## Збереження
МСОП класифікує цей вид як такий, що перебуває під загрозою зникнення. Nannoscincus humectus загрожує знищення природного середовища та хижацтво з боку інтродукованих мурах Wasmannia auropunctata.